# Chiesa di San Pietro alla Vigna
La chiesa di San Pietro alla Vigna era una chiesa di Milano. Situata all'angolo tra via Vigna e via Cappuccio, fu demolita nel XIX secolo a seguito delle soppressioni ecclesiastiche Giuseppine e Napoleoniche.

## Nome
L'intitolazione a San Pietro alla Vigna deriva dal toponimo Intus Vineam ed è legato all'ampia zona di vigneti posta a sud-est del Monastero Maggiore, probabilmente di proprietà del nobile Filippo Oldano, padre di Porzio, costruttore della vicina chiesa di San Vittore al Corpo.

## Storia
Le prime notizie certe sull'esistenza del luogo di culto risalgono al XII secolo, quando lo scrittore medievale Beroldo la menziona nella descrizione della processione del 2 maggio 1119 come S.PETRUM IN VINEA, e nella bolla di papa Eugenio III del 1148 in cui viene sottoposta alla giurisdizione ecclesiastica del Monastero Maggiore di Milano. Attestata nel 1564 come rettoria, risulta compresa nelle parrocchie del sestiere di Porta Vercellina nel Decreti Famagosta del 1576.
Con le riforme territoriali delle parrocchie della città di Milano volute dall'imperatore Giuseppe II, che ebbero pieno effetto dal 25 dicembre 1787, la parrocchia di San Pietro alla Vigna fu soppressa e unita alla parrocchia di Sant’Ambrogio, per essere poi successivamente demolita nel corso del XIX secolo.

## Architettura
Di forma rettangolare, la struttura della chiesa era costituita da tra piccole navate che terminavano con altrettante cappelle decorate con affreschi, in quella di destra era inoltre presente una Madonna con Bambino realizzata da Bernardino Luini . Decorata in stile barocco, nella zona del coro era presente un ciclo pittorico raffigurante la vita di San Tommaso di Canterbury.